# シューア多項式
数学において、シューア多項式( - たこうしき、英語: Schur Polynomial)とは、自然数の分割でパラメトライズされたあるn変数対称多項式のことをいう。イサイ・シューアにちなんで名付けられたこの対称多項式は、基本対称多項式や完全対称多項式の一般化である。
表現論において、シューア多項式は、一般線型群の既約表現の指標である。シューア多項式は、すべての対称多項式からなる空間の基底となっている。2つのシューア多項式の積は、シューア多項式の非負整数係数一次結合に展開できる。この係数は、リトルウッド・リチャードソン則によって組合せ論的に記述される。さらに一般に2つの分割に対して定義される歪シューア多項式もシューア多項式と似た性質を持つことが知られている。

## 定義
シューア多項式は自然数の分割に対応して定義される。 
{\displaystyle d=d_{1}+d_{2}+\cdots +d_{n},\;\;d_{1}\geq d_{2}\geq \dots \geq d_{n}}
であって各 {\displaystyle d_{j}} が非負整数となっているものを考える。このとき、次の交代式（すなわち変数を入れ替えるとその符号倍されるような多項式）:
{\displaystyle a_{(d_{1},d_{2},\dots ,d_{n})}(x_{1},x_{2},\dots ,x_{n})=\det \left[{\begin{matrix}x_{1}^{d_{1}}&x_{2}^{d_{1}}&\dots &x_{n}^{d_{1}}\\x_{1}^{d_{2}}&x_{2}^{d_{2}}&\dots &x_{n}^{d_{2}}\\\vdots &\vdots &\ddots &\vdots \\x_{1}^{d_{n}}&x_{2}^{d_{n}}&\dots &x_{n}^{d_{n}}\end{matrix}}\right]=\sum _{\sigma \in S_{n}}\epsilon (\sigma )x_{\sigma (1)}^{d_{1}}\cdots x_{\sigma (n)}^{d_{n}}}
が定まる。交代式であることから、ファンデルモンド行列式
{\displaystyle a_{(n-1,n-2,\dots ,0)}(x_{1},x_{2},\dots ,x_{n})=\det \left[{\begin{matrix}x_{1}^{n-1}&x_{2}^{n-1}&\dots &x_{n}^{n-1}\\x_{1}^{n-2}&x_{2}^{n-2}&\dots &x_{n}^{n-2}\\\vdots &\vdots &\ddots &\vdots \\1&1&\dots &1\end{matrix}}\right]=\prod _{1\leq j<k\leq n}(x_{j}-x_{k}).}
で割り切れる。シューア多項式とは次の商
{\displaystyle s_{(d_{1},d_{2},\dots ,d_{n})}(x_{1},x_{2},\dots ,x_{n})={\frac {a_{(d_{1}+n-1,d_{2}+n-2,\dots ,d_{n}+0)}(x_{1},x_{2},\dots ,x_{n})}{a_{(n-1,n-2,\dots ,0)}(x_{1},x_{2},\dots ,x_{n})}}.}
で定義される。分母分子ともに交代式であることからこの式は対称式である。これが多項式となることは、すべての交代式がファンデルモンド行列式で割り切れることからわかる。

## 性質
n 変数次数 d のシューア多項式は、n 変数で次数 d の斉次対称多項式のなすベクトル空間の基底となっている。
第一ギャンベリ公式は、シューア多項式を完全対称式の多項式として明示的に記述する公式である。
{\displaystyle s_{\lambda }=\det _{ij}h_{\lambda _{i}+j-i}.}
第二ギャンベリ公式は、シューア多項式を基本対称式の多項式として明示的に記述する公式である。
{\displaystyle s_{\lambda }=\det _{ij}e_{\mu _{i}+j-i}}
ここで、 {\displaystyle \mu } は分割 {\displaystyle \lambda }の転置で得られる分割である。
この2つの公式は行列式公式としてしられており、特に最初の公式はヤコビ・トルゥーディ公式として知られている。
分割 {\displaystyle \lambda }に対し、シューア多項式は次のような単項式の和として記述される。
{\displaystyle s_{\lambda }(x_{1},x_{2},\ldots ,x_{n})=\sum _{T}x^{T}=\sum _{T}x_{1}^{t_{1}}\cdots x_{n}^{t_{n}}}
ここで和は、分割 {\displaystyle \lambda } 上の半標準ヤング盤 {\displaystyle T} の全体を動く。指数に現れる {\displaystyle t_{1},\ldots ,t_{n}} は、{\displaystyle T} のウェイト、すなわち、 {\displaystyle T} に現れる {\displaystyle i} の個数が {\displaystyle t_{i}} である。 この式が定義と同値であることは、第一ギャンベリ公式と Lindström–Gessel–Viennot の補題から従う。
シューア多項式 Sλ は、単項対称式の一次結合 mμ として表され、その係数は非負整数で、コストカ数 Kλμ と呼ばれている。
{\displaystyle s_{\lambda }=\sum _{\mu }K_{\lambda \mu }m_{\mu }.\ }

## 例
n = 3, d = 4の場合の例を示す。 この場合、4の分割で深さが3以下のものは4つある。例えば、
{\displaystyle s_{(2,1,1)}(x_{1},x_{2},x_{3})={\frac {1}{\Delta }}\;\det \left[{\begin{matrix}x_{1}^{4}&x_{2}^{4}&x_{3}^{4}\\x_{1}^{2}&x_{2}^{2}&x_{3}^{2}\\x_{1}&x_{2}&x_{3}\end{matrix}}\right]=x_{1}\,x_{2}\,x_{3}\,(x_{1}+x_{2}+x_{3})}
{\displaystyle s_{(2,2,0)}(x_{1},x_{2},x_{3})={\frac {1}{\Delta }}\;\det \left[{\begin{matrix}x_{1}^{4}&x_{2}^{4}&x_{3}^{4}\\x_{1}^{3}&x_{2}^{3}&x_{3}^{3}\\1&1&1\end{matrix}}\right]=x_{1}^{2}\,x_{2}^{2}+x_{1}^{2}\,x_{3}^{2}+x_{2}^{2}\,x_{3}^{2}+x_{1}^{2}\,x_{2}\,x_{3}+x_{1}\,x_{2}^{2}\,x_{3}+x_{1}\,x_{2}\,x_{3}^{2}}
などと計算できる。
ここで、{\displaystyle \Delta }はファンデルモンド行列式である。
基本対称式の和として表すと、
1. {\displaystyle s_{(2,1,1)}=e_{1}\,e_{3}}
2. {\displaystyle s_{(2,2,0)}=e_{2}^{2}-e_{1}\,e_{3}}
3. {\displaystyle s_{(3,1,0)}=e_{1}^{2}\,e_{2}-e_{2}^{2}-e_{1}\,e_{3}}
4. {\displaystyle s_{(4,0,0)}=e_{1}^{4}-3\,e_{1}^{2}\,e_{2}+2\,e_{1}\,e_{3}+e_{2}^{2}.}

となる。
次数4の3変数斉次対称多項式は、この4つのシューア多項式の一次結合として一意的に表示できる。例えば、
{\displaystyle \phi (x_{1},x_{2},x_{3})=x_{1}^{4}+x_{2}^{4}+x_{3}^{4}}
をシューア多項式の一次結合として表すと、
{\displaystyle \phi =s_{(2,1,1)}-s_{(3,1,0)}+s_{(4,0,0)}.\,\!}
となる。

## 表現論との関係
シューア多項式は、対称群の表現論や一般線形群・ユニタリ群の表現論に現れる。
ワイルの指標公式は、シューア多項式が、一般線形群の有限次元既約表現の指標に他ならないことを意味しており、シューアの結果を他の半単純コンパクトリー群へ拡張したものと言える。
この関係を表す式はいろいろあるが、最も重要なもののひとつは、シューア多項式 {\displaystyle s_{\lambda }} をべき和対称式 {\displaystyle p_{k}=\sum _{i}x_{i}^{k}} で展開する式である。
{\displaystyle \chi _{\rho }^{\lambda }} を、分割{\displaystyle \lambda }に対応する対称群の既約表現の指標に対する、巡回置換型が分割 {\displaystyle \rho } であるような共役類での値とする。
このとき 
{\displaystyle s_{\lambda }=\sum _{\rho =(1^{r_{1}},2^{r_{2}},3^{r_{3}},\dots )}\chi _{\rho }^{\lambda }\prod _{k}{\frac {p_{k}^{r_{k}}}{r_{k}!}},}
が成り立つ。ここで、{\displaystyle \rho =(1^{r_{1}},2^{r_{2}},3^{r_{3}},\dots )}とは、分割 {\displaystyle \rho } に {\displaystyle r_{k}} 個の {\displaystyle k} が含まれていることを意味している。

## 歪シューア多項式
2つの分割 λ と μ に対応する歪シューア多項式 sλ/μ は次の性質で定義される。
{\displaystyle \langle s_{\lambda /\mu },s_{\nu }\rangle =\langle s_{\lambda },s_{\mu }s_{\nu }\rangle .}

## 一般化
- シューベルト多項式は、シューア多項式のある一般化である。